# جاش سامان
جاش سامان (انگلیسی: Josh Samman; ۱۴ مارس ۱۹۸۸ – ۵ اکتبر ۲۰۱۶) ورزشکار هنرهای رزمی ترکیبی اهل ایالات متحده آمریکا بود. وی بین سال‌های ۲۰۰۶ تا ۲۰۱۶ میلادی فعالیت می‌کرد.